# Эндо-альфа-N-ацетилгалактозаминидаза
Эндо-α-N-ацетилгалактозаминида́зы (К.Ф.3.2.1.97) – бактериальные гликозил-гидролазы, способные гидролизовать α-O-гликозидную связь между галактозил-β1,3-N-ацетил-D-галактозамином и серином или треонином в разнообразных гликопротеинах животного происхождения. При этом аномерная конфигурация субстрата сохраняется у продукта реакции. Молекула эндо-α-N-ацетилгалактозаминидазы Bifidobacterium longum и Streptococcus pneumoniae состоит из восьми доменов. Каталитический домен на основании своего строения отнесён к семейству GH101 гликозил-гидролаз.